# Aleksandr Ablésimov
Aleksandr Onísimovich Ablesimov, (en ruso: Александр Онисимович Аблесимов, provincia de Kostromá, 29 de agostojul./ 9 de septiembre de 1742greg. - Moscú, 1783) fue un poeta satírico, comediógrafo, libretista de ópera y periodista ruso del siglo XVIII. Utilizó en ocasiones el seudónimo de Azazez Azazézov (Азазез Азазезов).
Pertenecía a una familia de pequeños terratenientes, y trabajó desde su juventud como amanuense. Ingresó en el ejército, donde llegó a alcanzar el grado de capitán, y tomó parte en las guerras contra Georgia de 1770.
Trabajó como amanuense para Aleksandr Sumarokov. En 1759 publicó sus primeros poemas, muy influidos por este autor, en la revista La Abeja Laboriosa (Трудолюбивая Пчела): la elegía Adiós, mis íntimos anhelos (Сокрылися мои дражайшия утехи) y algunos epigramas. En 1769 dio a la imprenta una colección de fábulas, con el título de Cuentos en verso.
En 1769 escribió una comedia, titulada El diácono parrandero (Подьяческая пирушка), que no llegó a estrenarse. Contemporáneamente, entre 1769 y 1770, aparecieron en la revista El Zángano algunos poemas satíricos suyos, con el título de Sucesos. Consiguió el éxito con el libreto para la ópera cómica de Mijail Sokolovski El brujo molinero, el pillo y el compadre (Мельник - колдун, обманщик и сват), que se estrenó en Moscú el 20 de enero de 1779. Se ha dicho de esta ópera que presenta muchos parecidos con Le devin du village de Jean Jacques Rousseau. La obra se hizo enormemente popular en Rusia, representándose varias veces tanto en Moscú como en San Petersburgo.
En la estela del éxito de esta ópera, escribió otros dos libretos para óperas cómicas: La suerte por sorteo (Счастье по жребию) y Campaña cuartelera, ambas de 1780, que, sin embargo, no lograron el mismo éxito que El brujo molinero.
También en 1780 publicó un diálogo satírico, Los caminantes. En 1781 comenzó a editar en Moscú su propia revista, de género satírico, con el título de El relator de fábulas amenas que sirven de lectura en horas de aburrimiento y de ocio (Раскащик забавных басен, служащих к чтению, в скучное время; или когда кому делать нечево). Falleció en 1783 en la pobreza.